# Bryggeriet Alliance
 Ikke at forveksle med Bryggeriet Alliance (Ringsted).
Bryggeriet Alliance var en mineralvandsfabrik, aftapningsanstalt og bryggeri beliggende ved siden af det daværende Gamle Carlsberg (i dag en del af Carlsberg Byen). Virksomheden splittedes i 1891 og indgik i Gl. Carlsberg og De forenede Bryggerier. Ejendommen afhændedes endeligt til Carlsbergfondet i 1913.

## Virksomhedens historie
Firmaet S. Haagensen & Co., med indehaverne cand.polyt. Sophus Haagensen og inspektør ved Carlsberg Erhard Kogsbølle, begyndte i 1868 forhandlingen af Carlsberg øl, aftappet fra deres udsalg i Hahns Bastion.
I 1869 købes grundstykket liggende parallelt med brygger J.C. Jacobsens have og ved siden af hovedindgangen til Gamle Carlsberg og her opførtes en mineralvandsfabrik, såvel som en aftapningsanstalt for Gl. Carlsberg øl. I 1880 udvides anlægget med Bryggeriet Alliance, som blev landets første porterbryggeri. Initiativtagere er Edvard Blad, tømrermester Harald Hartvig Kayser, apoteker Sprechelsen og maskinfabrikant Hüttemeier. Arnold Fraenkel blev inspektør på bryggeriet.
Ved etableringen af De forenede Bryggerier i 1891 indtræder bryggeriet, imens aftapningsanstalt og mineralvandsfabrik afhændes til Gl. Carlsberg. Carlsberg indstiller aftapningen af øl i 1905 i forbindelse med indvielsen af Carlsbergs nye tapperi på Vesterfælledvej.
I forbindelse med De forenede Bryggeriers konsolidering af produktionen på stadigt færre anlæg indstilles produktionen og ejendommen afhændes til Carlsbergfondet i 1913.

## Grundens efterfølgende brug
Fra 1922-27 opfører Carlsberg en ny ejendom, betegnet Tap E, på grunden.
Grunden indgik herefter i Carlsberg Bryggerierne og efterhånden som bryggeriområdet udvides ender grunden inde på det lukkede område uden adgang for offentligheden. Området blev igen tilgængeligt for offentligheden ved åbningen af området i 2009.
| Tidslinje for Bryggeriet Alliance |      | |  |
|                                   | 1869 | Mineralvandsfabrikken og aftapningsanstalten Alliance opføres syd for Gl. Carlsberg                                                                |  |
|                                   | 1880 | Mineralvandsfabrikken og aftapningsanstalten Alliance udvides med bryggeri                                                                         |  |
|                                   | 1891 | Alliance deles, så mineralvandsfabrikken og aftapningsanstalten overgår til Gl. Carlsberg, mens bryggeriet bliver en del af De forenede Bryggerier |  |
| Samlet Carlsberg tidslinje        |      | |  |